# Букел
Букел (нід. Boekel) — муніципалітет на півдні Нідерландів, у провінції Північний Брабант.
Крім однойменного міста до складу муніципалітету Букел входять населені пункти Гейзе-Падюа і Венгорст.

## Топографія
Нідерландська топографічна карта муніципалітету Букел, червень 2015 року

## Визначні мешканці
- Леонтін ван Морсел (нар. 1970) — нідерландська велогонщиця, триразова олімпійська чемпіонка.

## Галерея

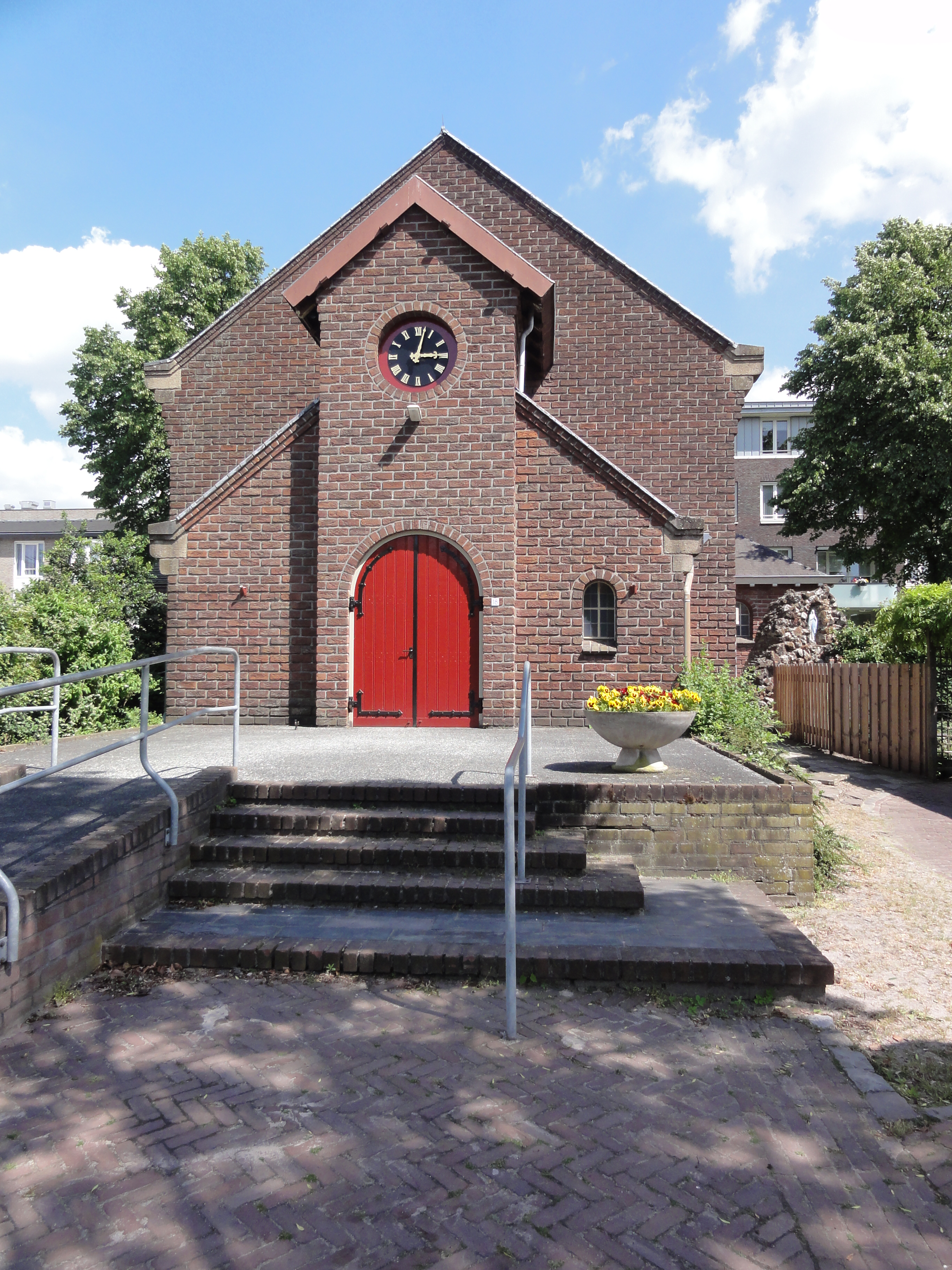
Церква в Букелі
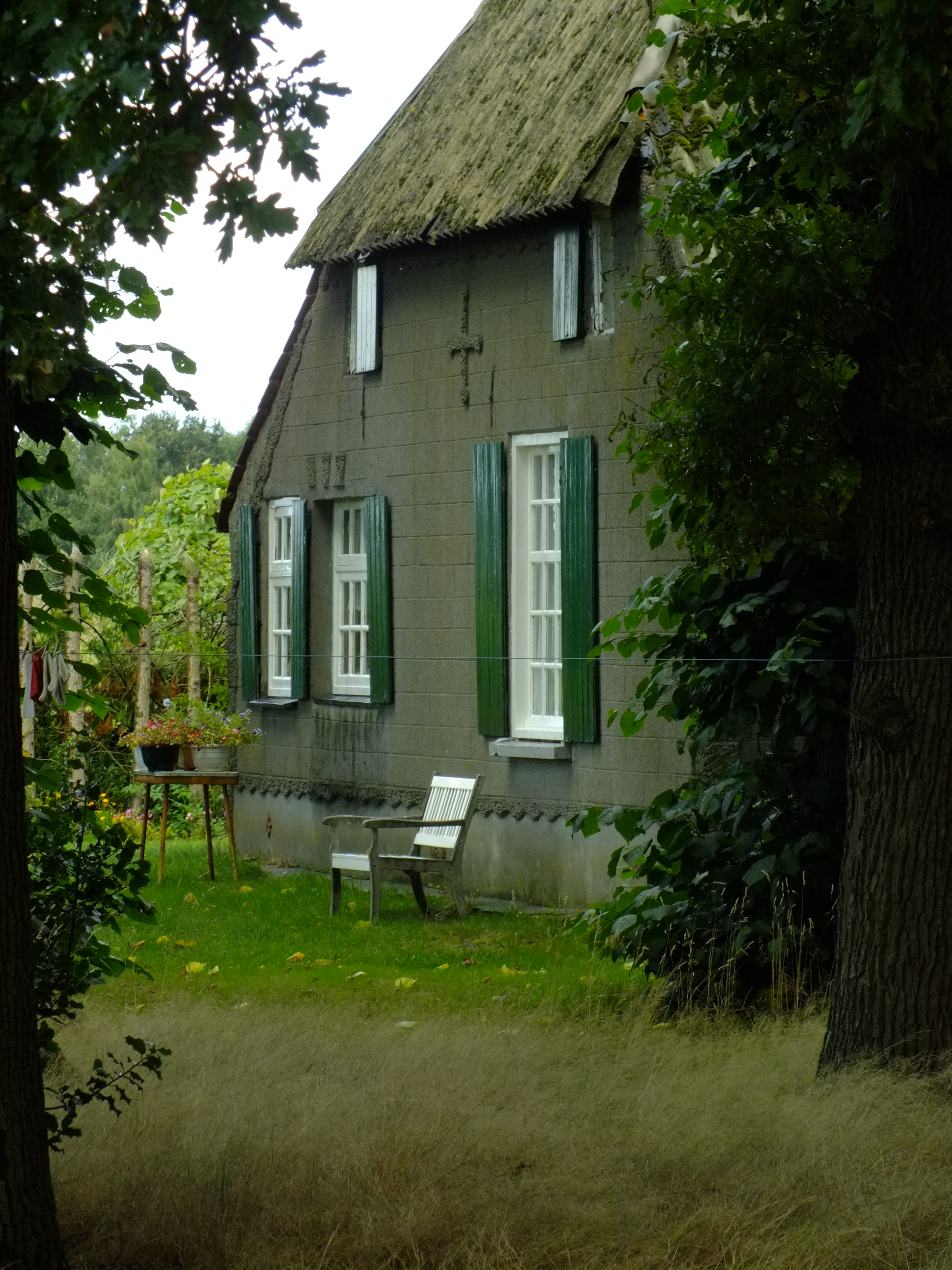
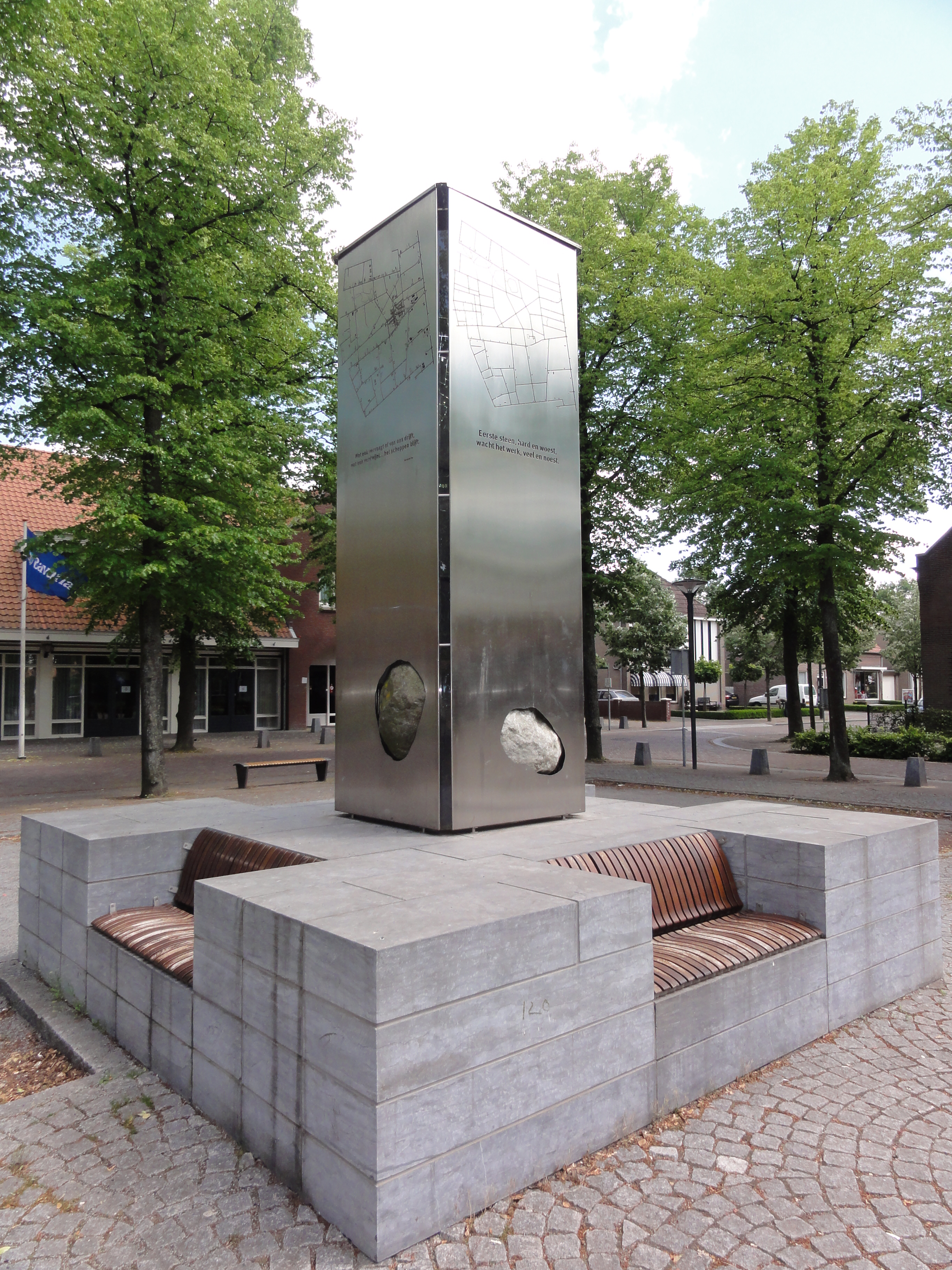
Монумент
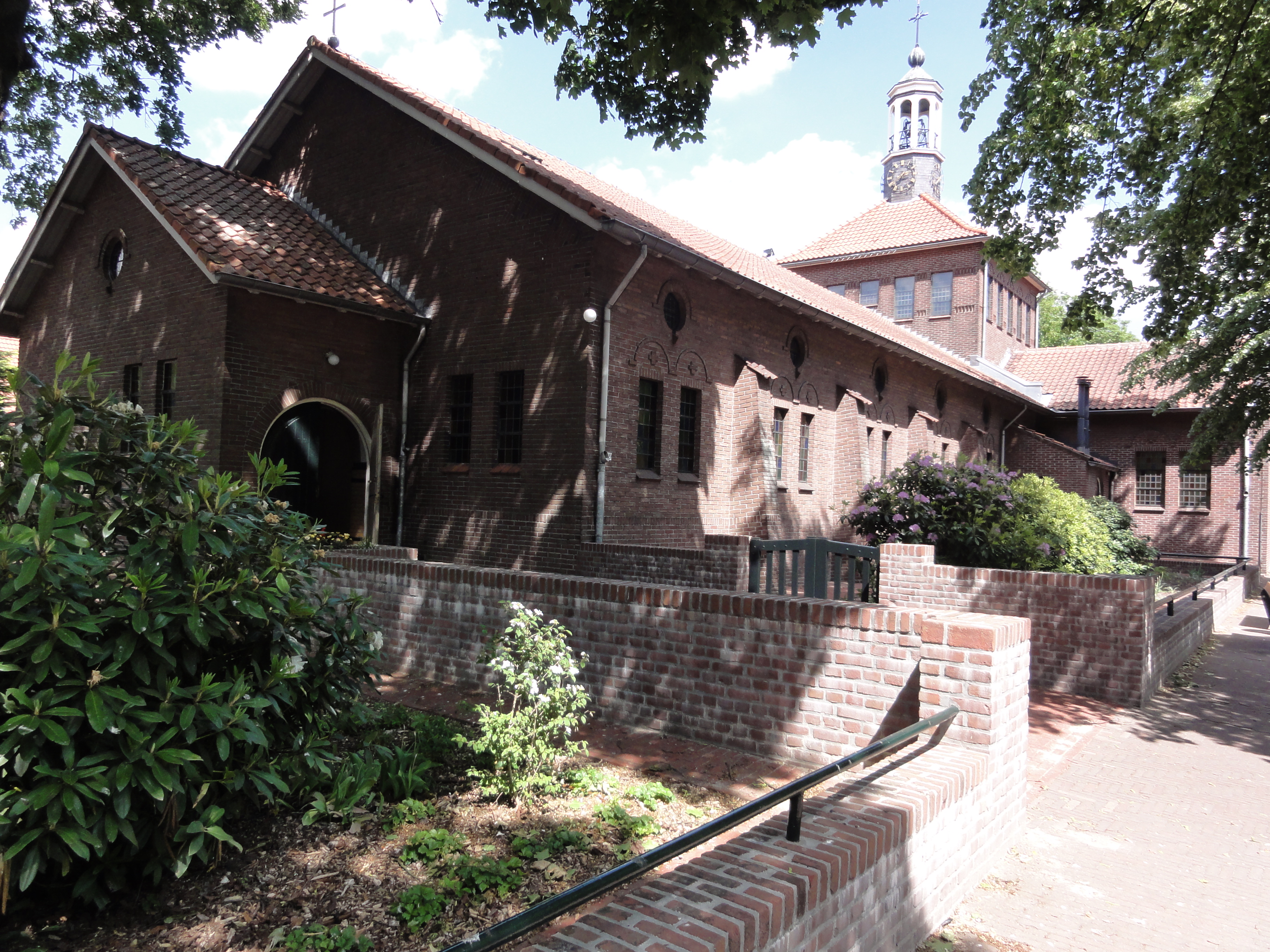
Церква св. Йозефа
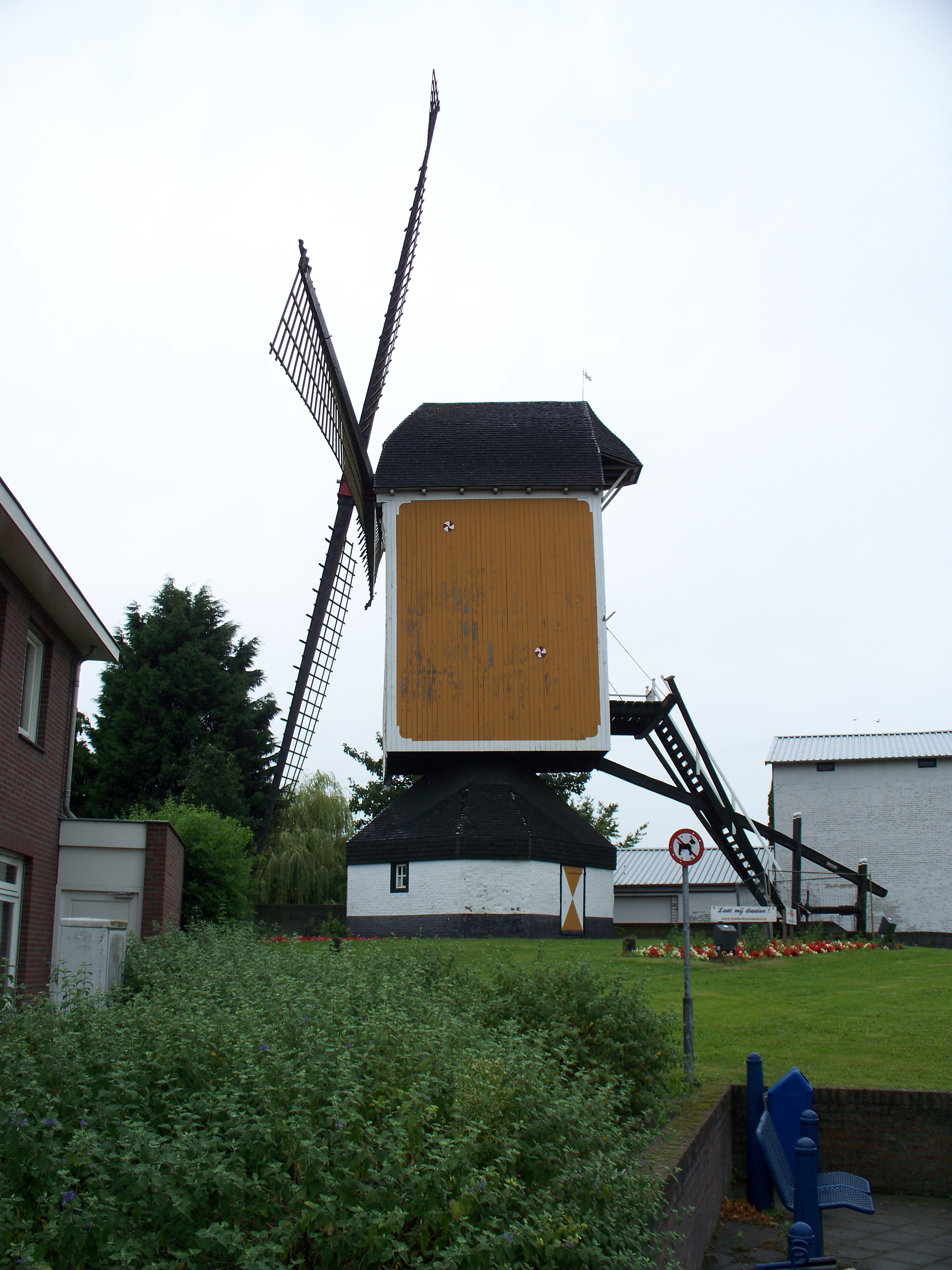
Вітряк у Букелі